# Wołoszczyzna

Mapa Rumunii z Wołoszczyzną zaznaczoną na pomarańczowo oraz podkreślonym podziałem na Oltenię (na zachodzie) i Muntenię (na wschodzie)

Wołoszczyzna (rum. Țara Românească albo Valahia, dawniej w Polsce określana jako Multany) – kraina historyczna w Rumunii, obejmująca Nizinę Wołoską, położona pomiędzy Karpatami Południowymi a dolnym Dunajem. Dzieli się na Muntenię (Multany) oraz Oltenię, położoną na prawym brzegu rzeki Aluty. Na stokach Karpat występują złoża ropy naftowej. Główne miasta to Bukareszt (stolica Rumunii), Ploeszti (rum. Ploiești, główny ośrodek wydobycia ropy), Braiła (port naddunajski), Pitești oraz Krajowa (główne miasto Oltenii).

## Historia
Wołoszczyzna w okresie starożytnym zasiedlona była przez Traków, których ok. VI w. p.n.e. wypchnęli za Dunaj Dakowie, zwani też Getami. Gdy w 106 r. n.e. cesarz rzymski Trajan podbił państwo dackie, duża część dzisiejszej Wołoszczyzny znalazła się w granicach rzymskiej prowincji Dacja.
Rzymianie opuścili tereny na północ od Dunaju w końcu III wieku. Pozostała tutaj ludność już wtedy o mieszanym składzie etnicznym (potomkowie Daków i innych ludów).
W czasie panowania Walensa nad Dunaj z naddniestrzańskich okolic wyemigrowali Goci zachodni. Przekroczyli potem tę rzekę by stać się rzymskimi obywatelami, „Populi Romani”.

Od migracji Wizygotów, Wołoszczyzna pozostawała pod władaniem (mniej lub bardziej bezpośrednio) kolejno Hunów (pierwsza połowa V wieku), Gepidów i Ostrogotów (V w.), Awarów (VI-VII w.), Bułgarów od (VII wieku), potem przez jakiś czas stanowiła teren kontrolowany przez Pieczyngów, a wreszcie dostała się pod zwierzchnictwo węgierskie.

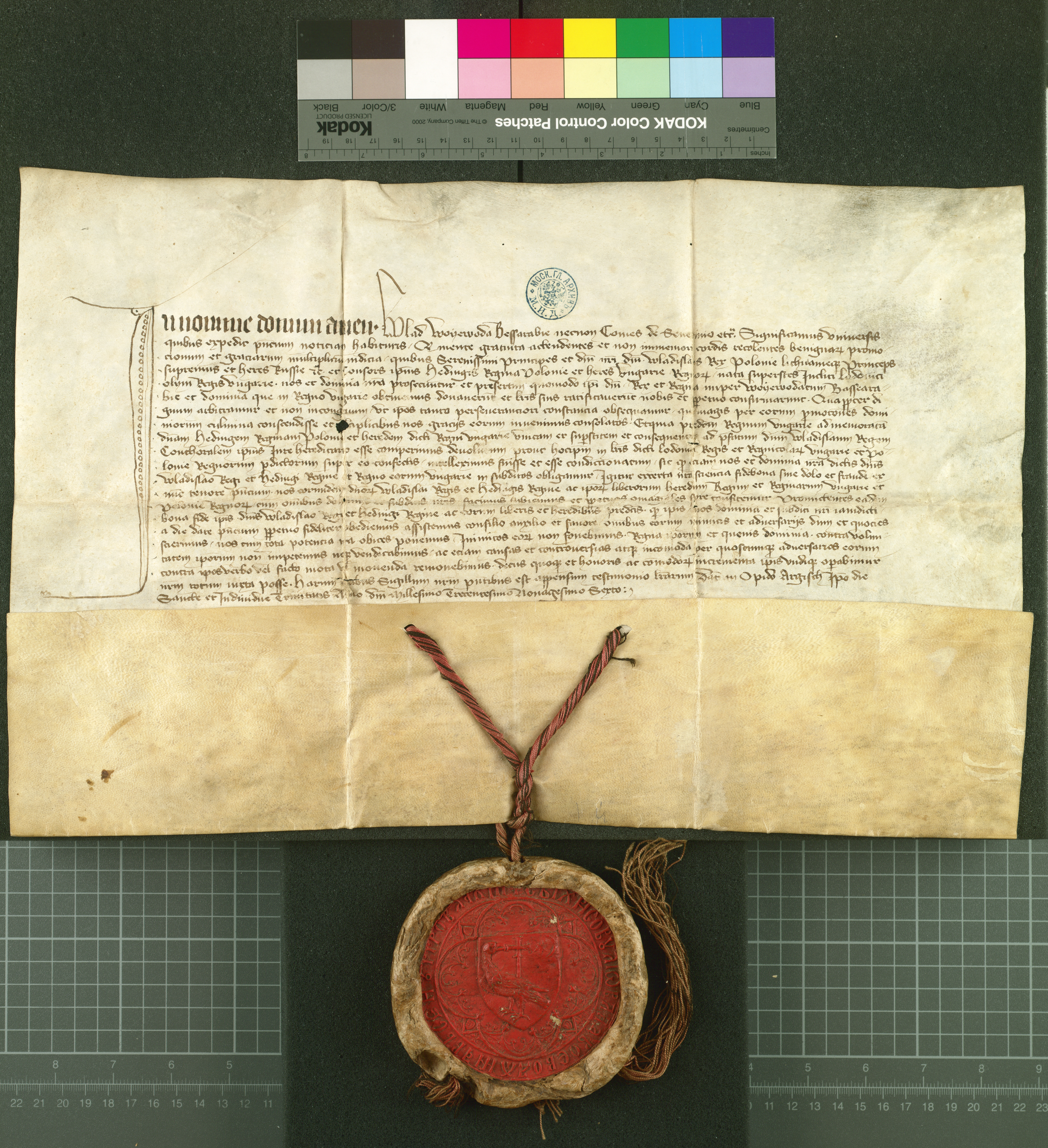
Dokument potwierdzający złożenie hołdu lennego z Wołoszczyzny przez Włada Uzurpatora królowi Polski Władysławowi II Jagielle w 1396 roku (widoczna pieczęć Hospodarstwa Wołoskiego)

Państwo wołoskie powstało na bazie kilku drobniejszych księstw (głównie w Oltenii) w I połowie XIV wieku za sprawą władcy jednego z tych państw – Basaraba I (ok. 1310-1352), założyciela dynastii Basarabów, której przedstawiciele władali Wołoszczyzną do XVII w. Niezależność od Węgier wywalczona w 1330 roku na polu bitwy pod Posadą trwała dość krótko. Ponownie zdobyta w latach 70. XIV wieku umocniona została na krótko przez najwybitniejszego z Basarabów – Mirczę Starego (rum. Mircea cel Bătrân). Jednak w 1393 r. upadło państwo bułgarskie i sąsiadem Wołoszczyzny stało się młode i rosnące w siłę Imperium Osmańskie. Konkurencja pomiędzy dwiema liniami dynastycznymi Basarabów oraz ścieranie się wpływów węgierskich i osmańskich powodowały odtąd brak możliwości politycznego wzrostu kraju. Stan formalnej politycznej zależności od Węgier oraz jednoczesnego płacenia trybutu Turkom (począwszy od 1389 r.) przerywały liczne próby uniezależnienia kraju, bądź zachwiania równowagi między dwoma potężnymi sąsiadami. W 1396 r. miał miejsce epizod uznania zwierzchnictwa polskiego przez Włada Uzurpatora, walkę przeciw Turkom podejmowali też Wład Diabeł i jego syn Wład Palownik. Upadek Węgier w 1526 roku spowodował koniec możliwości lawirowania pomiędzy potężnymi sąsiadami i odtąd, na kilka wieków, Wołoszczyzna poddana została całkowitej supremacji osmańskiej. Wśród władców, którzy próbowali zmienić tę sytuację, wymienić należy hospodara Michała Walecznego, hospodara wołoskiego 1593–1601, który na bardzo krótki czas zdołał zebrać pod swoim berłem także Siedmiogród (1599–1600) i Mołdawię (1600), przez co uważany jest przez Rumunów za pierwszego zjednoczyciela ich państwa.
Znaczącą zmianę sytuacji przyniosła dopiero porażka Turcji w wojnie z Austrią przypieczętowana pokojem w Karłowicach (1699). Podporządkowanie Siedmiogrodu Austrii spowodowało pojawienie się nowego potężnego sąsiada, niechętnego Turcji, którego wpływy mogły równoważyć wpływy osmańskie. Od początku XVIII w. zaczęło też wzrastać zainteresowanie tym obszarem coraz potężniejszej Rosji. Już wkrótce, choć na krótko (1718–1739) Austriacy zdołali opanować Oltenię. Z kolei w 1770 r. Wołoszczyzna została zajęta przez wojska rosyjskie – na mocy pokoju w Kuczuk Kajnardżi (1774) powróciła pod zwierzchnictwo tureckie, jednak Rosja zachowała pewną kontrolę nad tym krajem. Na arenie wewnętrznej wiek XVIII to epoka hospodarów fanariockich – byli nimi osadzani tutaj przez sułtana Grecy ze Stambułu, często zmieniani (zazwyczaj z tego powodu, iż objęcie stanowiska wiązało się z wysoką opłatą do skarbu sułtańskiego), dla których stanowisko hospodarskie stanowiło jedynie okazję do szybkiego wzbogacenia. Jedynym, który zdołał podjąć w pewnym stopniu skuteczne działania na rzecz polepszenia katastrofalnej sytuacji ekonomicznej kraju, był Konstantyn Mavrocordat.
W XIX wieku liczba wojen, które dotykały Wołoszczyznę, jeszcze się zwiększyła, jednocześnie wciąż spadało znaczenie imperium osmańskiego. Rosjanie bezpośrednio kontrolowali kraj m.in. w latach 1807–1812, potem ponownie 1829–1833. W 1821 r. doszło także do nieudanego powstania Tudora Vladimirescu, podnoszącego hasła społeczne (choć zakończone niepowodzeniem, zaowocowało końcem epoki fanariotów). W tym okresie nadany został Wołoszczyźnie regulamin organiczny, na mocy którego wprowadzono zasadę wyboru hospodara przez divan (rodzaj sejmu stanowego). Gdy w 1833 r. Rosjanie wycofali się z Wołoszczyzny, przekazali formalne zwierzchnictwo Turkom, faktyczną kontrolę nad krajem zachował jednak konsul rosyjski. Osłabienie wpływów rosyjskich nastąpiło wskutek porażki w wojnie krymskiej (1853–1856). Stanowiło to jedyną w swoim rodzaju okazję na wyzwolenie się księstw naddunajskich spod wpływów potężnych sąsiadów. Gdy w 1857 r. Turcy sfałszowali wybory do divanu, zaprotestowały mocarstwa zachodnie. Rok później zarówno na Wołoszczyźnie, jak i w Mołdawii hospodarem został wybrany Aleksander Jan Cuza, który w grudniu 1861 r. proklamował powstanie zjednoczonego państwa rumuńskiego. Jego stolicą stała się stolica Wołoszczyzny – Bukareszt. Odtąd losy Wołoszczyzny związane były nieodmiennie z losami całej Rumunii.